# Seuilly
Seuilly település Franciaországban, Indre-et-Loire megyében. Lakosainak száma 392 fő (2022. január 1.). Seuilly Beuxes, Cinais, Lerné, Marçay, La Roche-Clermault, Thizay és Vézières községekkel határos.

## Népesség
A település népessége az elmúlt években az alábbi módon változott:
| Lakosok száma | 358  | 338  | 366  | 370  | 349  | 349  | 359  | 375  | 378  | 392  |
|               | 1968 | 1982 | 1990 | 2006 | 2013 | 2015 | 2017 | 2019 | 2020 | 2022 |